# Aston Somerville
Aston Somerville – wieś w Anglii, w hrabstwie Worcestershire, w dystrykcie Wychavon. Leży 26 km na południowy wschód od miasta Worcester i 138 km na północny zachód od Londynu.